# 藤咲ウサ
藤咲 ウサ（ふじさき ウサ、2月12日 - ）は日本の女性声優。主にアダルトゲームに声をあてている。

## 経歴

### 声優になるまで
もともとは舞台女優になることを志望していたが、友達に連れて行ってもらった声優のイベントで生アテレコを見て「すごい、自分もやりたい」と思ったという。このことをきっかけにして声優にも興味を持つようになり「同じお芝居だし声のお芝居も面白い」と声優の道へと進むことになった。
その後、藤咲が声優という職業に興味を持っていることを知った友達が彼女の資料を複数の声優事務所に送りつけ、後日その友達から東京へ遊びに行こうと言われてオーディションに連れ出された際、オーディションを受ける中で声優を目指そうという気持ちになったと藤咲は2024年の「BugBug」とのインタビューの中で振り返っている。オーディションに受かり、そのまま事務所入りしたもののこの当時はまだ高校生だったため、休日に上京してレッスンを受けていた。その後、高校卒業に伴い上京し、声優業を始めた。養成所ではアダルトシーンのレッスンはなかったため、泣いてしまうほど非常に戸惑ったとのちに振り返っている。事務所の社長からは「通る道だから」と諭されマネージャーからも勉強のためにと18禁のアニメを渡されたが、遠巻きに観たりエッチシーンの前に一時停止したりとなかなか正視することもできないぐらい苦手だったとのこと。最終的に、事務所の先輩や収録スタッフの指導を受け、『DEVILS DEVEL CONCEPT』の粟生野 鳴役にてアダルトゲーム声優としてのデビューを果たした。

### 『キッキングホース★ラプソディ』（2010年）以降
ALcotハニカムの『キッキングホース★ラプソディ』（2010年）の槇之園出穂役は初めてオーディションに参加して受かった役であると同時にキャラクターソングの歌唱も担当した作品であり、藤咲は2024年の「BugBug」とのインタビューの中で思い入れのある役の一つとして挙げている。また、翌年同ブランドから出された『春季限定ポコ・ア・ポコ！』でヒロインのひとりである一 桜を演じる際、スタッフから自由に演じてよいと言われ、のちに自身の方向性を決める作品になったと振り返っている。藤咲は前述のとおりALcot作品には思い入れがあるためブランド最終作『Clover Memory's』にも端役でいいのでぜひ出演したいと2024年の「BugBug」とのインタビューの中で語っている。

### 『戦国†恋姫〜乙女絢爛☆戦国絵巻〜』 （2013年）以降
『戦国†恋姫〜乙女絢爛☆戦国絵巻〜』の滝川 雛 一益役は指名で起用された。このシリーズの知名度に加え、藤咲の事務所の先輩たちもたくさん出演しているため、出られてうれしかったと後年語っている。

## 人物

### 芸名
名前の由来は、デビューしたときに「クレジットどうしますか？」と聞かれ、「お花の名前を使いたいのとうさぎが好きだから」という理由から「藤咲うさ」としたことから。ところが名前を伝えるときに変換をミスして「フジサキウサ」と伝えてしまい、名字のほうは事務所の社長が気を利かせてくれて「藤咲」となったが、名前はカタカナで「ウサ」のまま残ってしまい、「藤咲ウサ」となったという。

### 演技・考え方
人外キャラやおもらしのあるキャラを演じる機会が多く、本人もそのことをツイッターなどで何度かネタにしている。また、ラジオCD「ほめられてのびるらじおZ」Vol.16の録り下ろし番組にゲスト出演した際にも「おもらしキャラにカテゴライズされやすい」と話しており、同じくゲスト出演した秋野花と合わせて「おもらしまい」とセットにされている。
また、得意な役柄として『なないろリンカネーション』のアイリスのように、ぼそぼそしゃべるキャラクターを挙げている。
演技に当たっては作品の雰囲気の中に入ることを重視しているため、セリフではなくト書きを読み込むようにしていると2024年の「BugBug」とのインタビューの中で語っている。デビューしたての頃はセリフを読んでキャラクターを作っていたものの、現場での指示に対応しきれなかったことを明かしている。藤咲はもう一つ重視していることとしてプレイヤーの存在を挙げており、仕事で手を抜くと相手に伝わってしまい、自分だけでなくキャラクターや作品、メーカーのことまで嫌いになってしまうおそれがあると語っている。
モットーは「馬車馬のように仕事したい」。

## 出演
太字はメインキャラクター。

### テレビアニメ
- じみへんっ!!〜地味子を変えちゃう純異性交遊〜（2021年、関口梨恵[7]）

### OVA
- ボクの理想の異世界生活（チセ[8]）

### ゲーム
2009年
- DEVILS DEVEL CONCEPT（粟生野 鳴）
- 幻月のパンドオラ（リーヤ）

2010年
- キッキングホース★ラプソディ（槇之園 出穂）

2011年
- A.G.II.D.C. 〜あるぴじ学園2.0 サーカス史上最大の危機!?〜（甘美香る職人にゃんこ（パティシエール）、下界に迷い込んだ聖職者（シスターエンゼル））
- 太陽のプロミア（ミルサントの人々）
- どうして抱いてくれないのっ!? 〜女の子だってヤりたいの!〜（柊 蓮）
- 神聖にして侵すべからず（晴華 瑠波）
- せきさば! 〜私立せきがはら学園女子サバイバルゲーム部〜（飯島 叶）
- 春季限定ポコ・ア・ポコ! （一 桜）

2012年
- 学☆王 -THE ROYAL SEVEN STARS-（アンネマリー・ローエンシュタイン）
- それゆけ!ぶるにゃんマン HARDCORE!!!
- 英雄*戦姫（カメハメハ）
- 神がかりクロスハート!（千夏）
- 1/2 summer（テトメト）
- 学☆王 It’s Heartful Days（アンネマリー・ローエンシュタイン）
- 竜翼のメロディア -Diva with the blessed dragonol-（ドーラ）
- おたマ!〜おたく仲間はちっこいマニア〜（大宮 いいな トゥルネン）
- ウィッチズガーデン（柴門 えくれあ）
- 彼女と俺と恋人と。（松上 すすき）

2013年
- 流星☆キセキ -SHOOTING PROBE-（トゥインク）
- ひとつ飛ばし恋愛（三枝 紅）
- らぶおぶ恋愛皇帝 of LOVE!（芒乃 数）
- サンタフル☆サマー（リリー・エイベル）
- グリムガーデンの少女-witch in gleamgarden-（白雪）
- PriministAr -プライミニスター-（継花 流々子）
- ひめごとユニオン 〜We are in the springtime of life!〜（野咲 芽衣）
- ココロ@ファンクション!（白草 いぶき）
- うそつき王子と悩めるお姫さま -PRINCESS SYNDROME-（栗宮 みかん）
- 我が家のヒメガミさまっ!（水森 ヒメ）
- オトメスイッチ 〜彼が持ってる彼女のリモコン〜（クッキーさん）
- 戦国†恋姫〜乙女絢爛☆戦国絵巻〜（滝川 雛 一益）
- つよきすNEXT（八宮・イエロード・チェリシュ）
- Timepiece Ensemble（テトメト）

2014年
- きみと僕との騎士の日々 -楽園のシュバリエ-（ヴィヴィアン・ル アルフェリア）
- ひとなつの（志水 亜子）
- 恋する夏のラストリゾート（津久見 さんご）
- Clover Day's（和）
- 英雄*戦姫GOLD（カメハメハ）
- 銃騎士 Cutie☆Bullet（シャルル・リシュリュー）
- 空飛ぶ羊と真夏の花 -When girls wish upon a star.-（霧雨 優兎）
- ちっちゃらぶアパート（鳥飼 ニナ）
- ハーヴェストオーバーレイ（ローレライ）
- メルトピア（メル）
- ひめごとユニオン もーっとH! 〜巻ノ三 三芳野小春の幼な妻日記〜（野咲 芽衣）
- なないろリンカネーション（アイリス）
- ヤキモチストリーム（ターニャ・ヘルベリン）
- 彼女と俺と、恋するリゾート（松上 すすき、津久見 さんご）
- 恋春アドレセンス（天宮 九）
- ココロ@ファンクション！NEO（白草 いぶき）
- ChuSingura 46+1 -忠臣蔵 46+1- 武士の鼓動 (A samurai's beat)（斉藤 一）
- ユニオリズム・カルテット（ミルフィーナ・ソル・エレアノルト）
- 月に寄りそう乙女の作法2（山吹 九千代）

2015年
- 真・恋姫†英雄譚 1 〜乙女艶乱☆三国志演義［蜀］〜（徐晃）
- 妄想コンプリート!（森口 雪緒）
- ロリポップファクトリー（睦月 舞依）
- 真・恋姫†英雄譚 2 〜乙女艶乱☆三国志演義［魏］〜（徐晃）
- 恋愛フェイズ（兎波 こころ）
- 僕と恋するポンコツアクマ。（柴崎 凛）
- アンラッキーリバース Unlucky Re:Birth/Reverse（サーシャ・ミルガモット）
- 私が好きなら「好き」って言って! (QP) 
- コドモノアソビ（丹生 佳津美）
- さみだれグローインアップ!（兎山 羽流）
- 僕はキミだけを見つめる（片瀬 郁乃）
- マジカル☆ディアーズ（舞原 水無月）
- 嫁探しが捗りすぎてヤバい。（八神 瀬里香）
- つよきすFESTIVAL（八宮・イエロード・チェリシュ）

2016年
- あけいろ怪奇譚（アイリス）
- 戦国†恋姫X〜乙女絢爛☆戦国絵巻〜（滝川 雛 一益）
- 聖鍵遣いの命題（セレーネ・グランセル）
- 僕と恋するポンコツアクマ。すっごいえっち！（柴崎 凛）
- ユニオリズム・カルテットA3-DAYS（ミルフィーナ・ソル・エレアノルト）
- あきゆめくくる（永崎 サリ）
- 初恋サンカイメ（藤崎 未来）
- 廻るセカイで永遠なるチカイを!（天住 春廻）

2017年
- 星恋*ティンクル（花々見 咲良）
- しゅがてん! -sugarfull tempering-（ショコラ・ネージュ）
- 甘夏アドゥレセンス（甘粕 天音）
- 彼女は天使で妹で（ミライ）
- 幕末尽忠報国烈士伝 -MIBURO-（斎藤  一）
- 月に寄りそう乙女の作法2.2 A×L+SA(山吹 九千代)
- 恋愛教室（月島 和羽）
- 廻るセカイで永遠なるチカイを!-巡り来る春-（天住 春廻）

2018年
- 消えた世界と月と少女(羅刹 一女)
- まおてん(剛田 令夢、モンロー)
- 恋はそっと咲く花のように(藤堂 なずな)
- 真・恋姫†夢想 -革命- 孫呉の血脈(徐 晃)
- 姫と乙女のヤキモチ★LOVE(ベルアージュ＝ポゾン)
- アメイジング・グレイス -What color is your attribute?-(サクヤ)
- 封緘のグラセスタ(ユナギ・シャイエ)
- 若葉色のカルテット（アイ）

2019年
- イブニクル2(プラチナ)
- 夢と色でできている(乙原 恋)
- ネコ神さまと、ななつぼし -妹の姉-(奈々原風子、ぷーちん)
- SPIRAL!!(白金 みずき)
- 恋はそっと咲く花のように 〜二人は永遠に寄り添っていく〜(藤堂 なずな)
- Missing-X-Link 〜天のゆりかご、伽の花〜(QP)
- ネコ神さまと、ななつぼし -妹の姉-(奈々原風子、ぷーちん)
- 缶詰少女ノ終末世界(更紗 サリ)
- 和香様の座する世界(中務 都)
- ガールズ・ブック・メイカー -幸せのリブレット-(かぐや)
- 真・恋姫†夢想 -革命- 劉旗の大望(徐晃)
- 若葉色のカルテット(アイ)
- クロスコンチェルト ―One or two of us were not enough. It took everybody to reach our intersecting future.―(中野 綾)
- レイルロアの略奪者(ルルニア)
- あまいろショコラータ(雪村 千絵莉)
- 封緘のグラセスタ（ユナギ・シャイエ）

2020年
- あまいろショコラータ（雪村 千絵莉）
- 姫と乙女のヤキモチLOVE-きらめき夏物語！-（ベルアージュ＝ポゾン）
- さくらの雲＊スカアレットの恋(櫻井 雪葉)

2021年
- あまいろショコラータ2（雪村 千絵莉）
- 悠久のカンパネラ（アンジェリーク・ジルベール）
- 乙女とふれあう、ひとつ屋根の下（アニェス・アブリル）

2022年
- 戦国†恋姫EX弐〜鬼の国、越前編〜（滝川 雛 一益）

2023年
- 真・恋姫†英雄譚5 ～乙女耀乱☆三国志演義［魏］～（徐晃）
- あまいろショコラータ3(雪村 千絵莉)

2024年
- リップリップルズ（ルナ）。

### コンシューマーゲーム
- ハーヴェストオーバーレイ（ローレライ）
- あまいろショコラータ（雪村 千絵莉[94]）

### ブラウザゲーム
- 真・恋姫†夢想〜天下統一伝〜（徐晃）

### オンラインゲーム
- 時ノ空学園 SAGA-覚醒乙女-（一色 幸）[95]
- アイオライトリンク（セレス）
- 星のガールズオデッセイ（アダーラ）
- スクールさーばんつ!（森野 海空）[96]
- あいりすミスティリア!〜少女のつむぐ夢の秘跡〜（アユカワ・コト）[97]
- ジェミニシード(シンクゥ、クルルテ、エミューズ、クラリス、ランシア)
- ぼくらの放課後戦争 (江藤 せつな)
- 戦乱プリンセス（プラチナ）
- UNITIA 神託の使徒×終焉の女神（プラネタ）
- あやかしランブル!(ユメ)
- Deep One 虚無と夢幻のフラグメント（2020年、カティア・ブルンツェワ）
- オトギフロンティア（ヴェルメリオ、ヴェリメルオ、アルター・ヴェルメリオ）

### オーディオドラマ
- ダキカノ 3rdシーズン Vol.2（2018年、秋山 彩奈)

### CD
- おやすみなさい、キッキングホース★ラプソディ！（槇之園 出穂、歌）
- 春季限定ポコ・ア・ポコ！ ドラマCD「春はあなたのすぐ側に！」（一 桜）
- ウィッチズガーデン キャラクターソングCD vol.1 緋宮あやり「二人のあしあと」（柴門 えくれあ）
- ウィッチズガーデン キャラクターソングCD vol.4 柴門水澄＆柴門えくれあ「カラフルキャンディー」（柴門 えくれあ、歌）
- ウィッチズガーデン オリジナルドラマCD「Witch's Summer Vacation」（柴門 えくれあ）
- ラジオCD「Whirlpool & HOOKSOFT  Presents もっと！うみおかける！大航海ラジオ」Vol.1 - 2（特別ゲスト）[98]
- 『ひめごとユニオン』ドラマCD 『星見捕り物帳・天の巻』（野咲 芽衣）[99]
- 妹ラヂオ独立版 〜風雲妹群雄割拠ハニカム編〜（一 桜）
- Clover Day's ドラマCD 『妹ラヂオ本家！？ やーやーやー！トゥルーシスターがやってくる！』（和）
- ONAX〜せんせいおしえて！（003・オカモト）
- あるらじ! そよぎと六花のRadio de ALcot de CD vol.04（特別回ゲスト）
- ラジオCD「ほめられてのびるらじおZ」 Vol.16、19（録りおろしゲスト）[100]
- ハッピー☆アテンション

### 歌
- Summer days rhapsody 出穂ver.（『おやすみなさい、キッキングホース★ラプソディ！』収録）
- カラフルキャンディー
  - 歌：柴門水澄（夏野こおり）＆柴門えくれあ
- 大好きのちコイゴコロ。（OVA『ぜったい遵守☆強制子作り許可証!!』EDテーマソング）[19]
  - 歌・作詞：藤咲ウサ
- ハッピー☆アテンション（『花咲きアテンション！』テーマソング）
  - 歌・作詞：イリアウサ（藤咲ウサ＆星咲イリア）
  - 歌：ウーサー（ソロバージョン）

### ラジオ
※はインターネット配信。
- 聖鍵遣いの命題 先史文明中央情報管理局広報部（2016年、音泉※）[101]
- 先史文明中央情報管理局広報部 ファイン!!（2016年 - 2017年、音泉※）
- ラジオ「星恋*ティンクル」渚沙町放送局（2016年 - 2017年、音泉※）[102]
- くっすーとウーサーのメイドインラジオ（2017年、音泉※）[103]
- ぼくらの放課後戦争！〜昼下がりの逢生学園RADIO〜（2017年 - 2018年、音泉※）[104]
- ラジオ VOICE ACTRESS CONCERTO!（2017年 - 2021年、音泉※）[105]
- Pont de Pomponner（2018年 - 2019年、ニコニコ生放送※）[106]
- アメイジング・グレイス〜オーロラナイト〜（2018年、音泉※）[107]
- 藤咲ウサと猫村ゆきのあいミスRADIO!（2019年 - 、YouTube※）

### コラム
- 声優コラム ウサたん♪ゆいなのん♪「アルパカ★ウサタイム」（Getchu.com：2015年4月15日 - ）[108]

### その他
- はぴめろ@えびす情報バラエティ番組「花咲きアテンション！」（場内限定ラジオ：はぴめろ＠えびす tr7（2015年8月15日） - ）